# Maxime Pauty
Maxime Dimitir Pauty (* 20. Juni 1993 in Clamart) ist ein französischer Florettfechter.

## Erfolge
Maxime Pauty gab im November 2009 beim Weltcup in Aix-en-Provence sein internationales Debüt. 2015 vertrat er Frankreich bei den Europaspielen in Baku, wo er im Einzel in der ersten Runde ausschied und mit der Mannschaft als Vierter knapp einen Medaillengewinn verpasste. Sein erster internationaler Medaillengewinn gelang ihm schließlich 2019: im Mannschaftswettbewerb wurde er in Düsseldorf zum einen Europameister und in Budapest außerdem Vizeweltmeister.
Bei den 2021 ausgetragenen Olympischen Spielen 2020 in Tokio ging Pauty in zwei Wettbewerben an den Start. Im Einzelwettbewerb schied er bereits zum Auftakt gegen den Japaner Kyōsuke Matsuyama mit 7:15 aus. In der Mannschaftskonkurrenz bildete Pauty mit Enzo Lefort, Erwann Le Péchoux und Julien Mertine ein Team. Nach einem 45:34-Erfolg gegen Ägypten und einem 45:42-Sieg gegen die japanische Équipe trafen die Franzosen im Duell um den Olympiasieg auf die unter dem Teamnamen „ROC“ startende russische Formation. Mit 45:28 waren sie dieser deutlich überlegen und erhielten damit die Goldmedaille. Bei den Olympischen Spielen 2024 in Paris zog Pauty in der Einzelkonkurrenz nach zwei Auftakterfolgen ins Viertelfinale ein, in dem er dem Japaner Kazuki Iimura mit 14:15 knapp unterlag. Im Mannschaftswettbewerb erreichte er gemeinsam mit Maximilien Chastanet, Julien Mertine und Enzo Lefort das Halbfinale, nachdem in der ersten Runde China mit 45:35 besiegt wurde. Im Halbfinale unterlagen die Franzosen der Équipe Japans mit 37:45, sodass sie gegen die Vereinigten Staaten das abschließende Gefecht um Bronze bestritten. Dieses gewannen sie mit 45:32.
Neben seinen Aktivitäten als Fechter ist Pauty bei der Gendarmerie nationale angestellt. Er hat ein abgeschlossenes Journalismusstudium, das er in Paris am Centre de formation des journalistes absolviert hat. Für seinen Olympiasieg wurde er im September 2021 mit dem Ritterkreuz der Ehrenlegion ausgezeichnet.